# Locked Down
Locked Down é um filme de assalto e comédia romântica de 2021 dirigido por Doug Liman e escrito por Steven Knight. O filme é estrelado por Anne Hathaway e Chiwetel Ejiofor, com Stephen Merchant, Mindy Kaling, Lucy Boynton, Mark Gatiss, Claes Bang, Ben Stiller e Ben Kingsley em papéis coadjuvantes.
Locked Down segue um casal que planeja executar um assalto a uma joalheria. Foi escrito, financiado e filmado inteiramente durante a pandemia COVID-19. O filme foi lançado nos Estados Unidos em 14 de janeiro de 2021, na HBO Max, e recebeu críticas mistas da íntegra.

## Enredo
Paxton e Linda são um casal descontente que vive em Londres durante o lockdown da pandemia de COVID-19. Paxton só consegue empregos como motorista de caminhão de entrega devido a uma prisão por agressão 10 anos antes e está chateado com o que aconteceu com sua vida.
Devido ao fechamento de lojas, há uma quantidade limitada de motoristas disponíveis para entregas de alto valor, então o chefe de Paxton estende a mão e pede que ele faça corridas com uma identidade falsa para ele. Linda, que é CEO de uma empresa de moda, tem a tarefa de limpar o estoque de uma loja Harrods próxima. Ela logo percebe que os cronogramas de entrega na loja se sobrepõem, e Paxton não passaria pelo controle de segurança que Linda havia configurado.
Linda revela que há um diamante de £ 3 milhões no cofre da Harrods que foi vendido a um comprador anônimo, e a loja mantém uma cópia no local. Ela e Paxton concordam em pegar o diamante verdadeiro para si e enviar um falso para o comprador na cidade de Nova Iorque, dividindo a venda entre eles e o Serviço Nacional de Saúde.
Ao chegar à loja, Linda e Paxton recuperam o diamante e trocam-no pelo falso. No entanto, eles são confrontados por Donald, um ex-colega de trabalho de Linda que ela disse para despedir no início da semana. Donald ligou para a polícia depois de saber da identidade falsa de Paxton. Linda revela seu plano e Donald concorda em mentir por eles.
Paxton e Linda, que originalmente planejaram seguir caminhos separados, decidem reavaliar seu relacionamento. Em seguida, o lockdown do COVID é estendido por mais duas semanas.

## Elenco
- Anne Hathaway como Linda, a esposa separada de Paxton
- Chiwetel Ejiofor como Paxton, o marido separado de Linda
- Stephen Merchant como Michael Morgan, chefe de segurança da Harrods
- Mindy Kaling como Kate, ex-colega de trabalho de Linda na Harrods
- Lucy Boynton como Charlotte
- Dulé Hill como David, meio-irmão de Paxton
- Jazmyn Simon como Maria, esposa de David
- Ben Stiller como Guy, o chefe de Linda
- Ben Kingsley como Malcolm, o chefe de Paxton
- Mark Gatiss como Donald, colega de trabalho de Linda
- Claes Bang como Essien, o dono da empresa de Linda
- Sam Spruell como Martin, colega de trabalho de Paxton
- Frances Ruffelle como Byrdie, Paxton e a vizinha de Linda
- Katie Leung como Natasha

## Produção
O filme foi anunciado em setembro de 2020 como Lockdown, com Doug Liman dirigindo um roteiro que Steven Knight havia escrito naquele julho por causa de um desafio. Anne Hathaway foi anunciada para estrelar, com as filmagens programadas para começar no final daquele mês em Londres. Chiwetel Ejiofor, Ben Stiller, Lily James, Stephen Merchant, Dulé Hill, Jazmyn Simon e Mark Gatiss também foram anunciados como membros do elenco. Em outubro de 2020, Mindy Kaling, Ben Kingsley e Lucy Boynton foram adicionados ao elenco do filme, com Boynton substituindo James. Claes Bang, Sam Spruell e Frances Ruffelle foram revelados como membros do elenco em janeiro de 2021.
O filme foi filmado ao longo de 18 dias. Devido aos recursos limitados e à curta produção, a ordem de várias cenas precisou ser ajustada, forçando Hathaway e Ejiofor a gravar suas falas não memorizadas no set. Apesar dos relatos iniciais de que tinha um orçamento de US$ 10 milhões, Liman insistiu que o custo real do filme "começou com três".

## Lançamento
O filme foi adquirido pela HBO Max em dezembro de 2020, com a intenção de ser lançado no início de 2021. Foi lançado em 14 de janeiro de 2021 e é o primeiro filme a ter o novo logo oficial do Warner Bros. Pictures.

## Recepção
No site agregador de críticas Rotten Tomatoes, Locked Down mantém um índice de aprovação de 43% com base em 108 avaliações, com uma média de 5.1 / 10. O consenso dos críticos do site afirma: "Locked Down combina uma manobra de assalto, um drama de relacionamento e a oportunidade da era pandêmica para produzir um filme que é frustrantemente menor do que a soma de suas partes." De acordo com o Metacritic, que reuniu 33 críticos tradicionais e calculou uma pontuação média ponderada de 42 em 100, o filme recebeu "críticas mistas ou medianas".
David Ehrlich, do IndieWire, deu ao filme um B e escreveu: “Sim, Locked Down é um filme de assalto, embora esteja mais preocupado em 'roubar de volta as coisas que você acha que a vida lhe deve do que com joias de valor inestimável. . . COVID-19 serve como um pano de fundo adequado para uma brincadeira amigável sobre as liberdades que consideramos garantidas e os limites que ditavam nossas vidas muito antes de sermos forçados a passá-los em casa." Nick Allen, do RogerEbert.com, deu ao filme 2 de 4 estrelas, escrevendo que "apesar da química e carisma disponíveis de Hathaway e Ejiofor, Locked Down prova ser uma bagunça desconcertante." Erik Nielsen, de Little White Lies, criticou o filme e escreveu: "um crime pandêmico de surdez" e "casal afluente trama um audacioso roubo de diamantes no filme de Covid absolutamente ninguém precisava" pontuando o filme com uma classificação de 1/5.